# Dampfstrahlkälteanlage
Eine Dampfstrahlkälteanlage ist eine thermische Kälteanlage bzw. die Anwendung eines Kaltdampfprozess, bei der Wasserdampf als Treibmittel, Kältemittel und Kälteträger verwendet wird.
Eine erste Patentanmeldung erfolgte im Jahr 1884 und Leblanc konstruierte 1910 eine brauchbare Kältemaschine. Eine erste Anwendung war die Kühlung von Munition auf Kriegsschiffen.

## Beschreibung

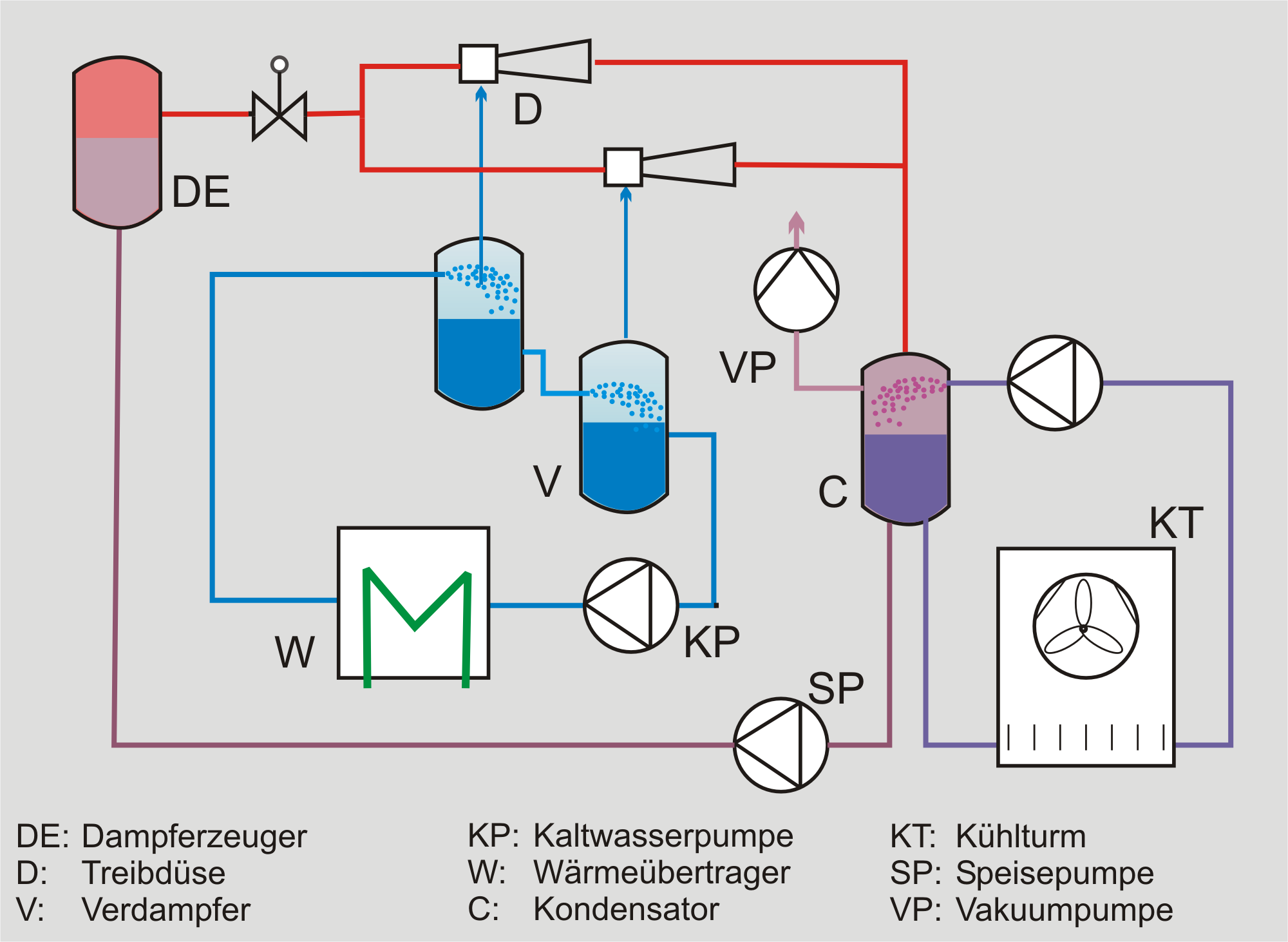
RI-Fließbild einer Dampfstrahlkälteanlage

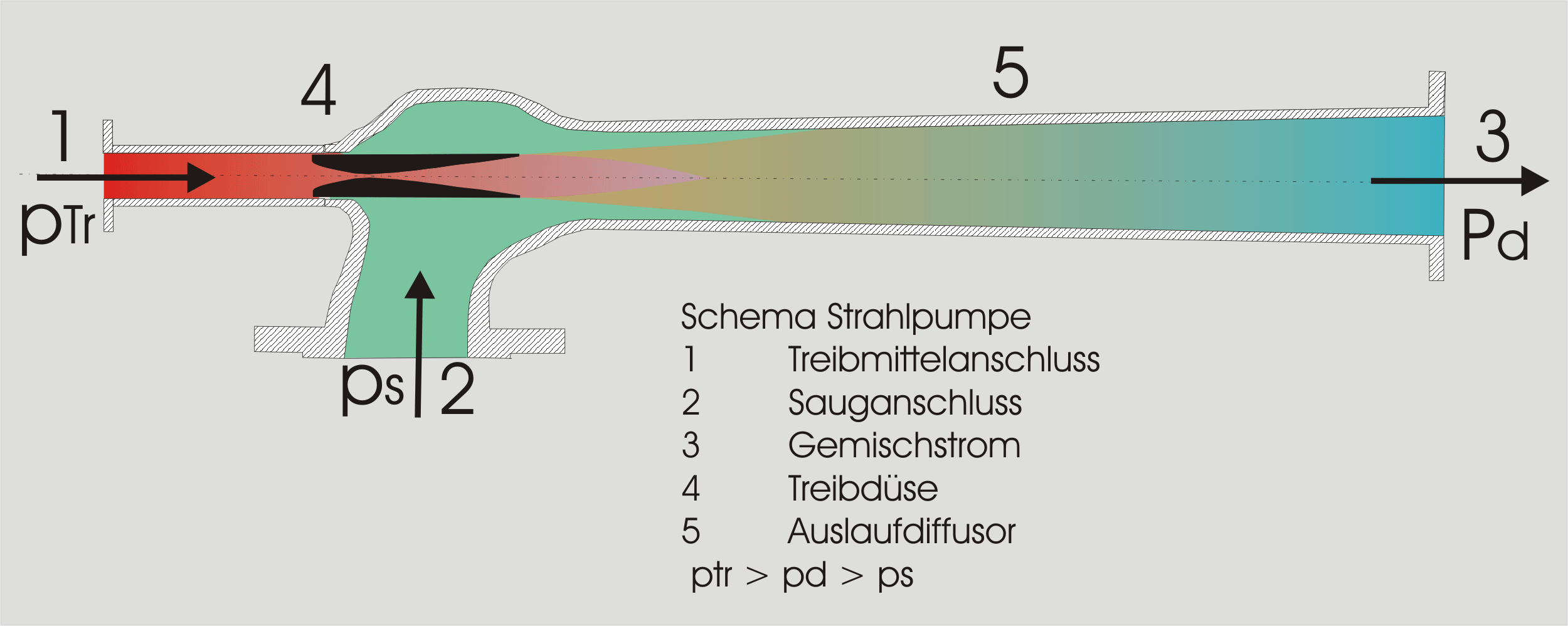
Aufbau der Strahldüse

Bei der Dampfstrahlkälteanlage wird Wasser als Kältemittel verwendet. Als thermischer Energieträger muss Wasserdampf erzeugt werden. Der Dampf wird in eine Treibdüse geleitet, die als Lavaldüse ausgeführt ist. Der Treibdampf wird beschleunigt und erreicht bei überkritischem Druckverhältnis im engsten Querschnitt die Schallgeschwindigkeit und im in dem erweiterten Teil der Treibdüse wird Überschallgeschwindigkeit erreicht, wenn ein überkritisches Druckverhältnis vorliegt. Die Druckenergie wird in kinetische Strömungsenergie umgesetzt. Durch die hohe Strömungsgeschwindigkeit entsteht ein Unterdruck und in der Mischkammer wird Wasserdampf aus dem Verdampfer angesaugt und er vermischt sich mit dem Treibdampf, wobei die Strömungsgeschwindigkeit gemindert wird. Der Mischstrahl wird in der Fangdüse wieder beschleunigt und in dem Diffusorauslauf verzögert. Wenn ein überkritisches Druckverhältnis vorliegt, tritt im Bereich des engsten Querschnittes des Diffusors bzw. dahinter ein senkrechter Verdichtungsstoß auf.
Das in den Verdampfer eingebrachte Wasser verdampft, um das Sattdampfgleichgewicht zwischen Druck und Temperatur in dem Verdampfer aufrechtzuerhalten. Das warme in den Verdampfer zurückgeführte Wasser wird versprüht, um einen effektiven Wärme- und Stoffübergang zu erreichen.
Durch den Verdampfungsprozess und die Absaugung wird Wärme aus dem Wasserreservoir des Verdampfers entzogen und die Flüssigkeit kühlt sich ab. Das abgekühlte Wasser kann über eine Pumpe zu der Kühlstelle gepumpt und nach der Wärmeaufnahme wieder in den Verdampfer zurückgeführt werden.
Der Treibdampfstrahl wird in einen Verflüssiger geleitet. Dieser kann als Wärmeübertrager oder als Mischkondensator ausgeführt sein, in den kaltes Wasser eingesprüht und der Dampf niedergeschlagen wird. Der Druck in dem Verdampfer entspricht dem Wasserdampfdruck bei der Kaltwasservorlauftemperatur (1 bis 3 mbar) und ist geringer als der Verflüssigerdruck. Das anfallende Kondensat muss in einem Kühlturm abgekühlt werden. An den Verflüssiger muss eine Vakuumpumpe, meistens eine Wasserringpumpe, angeschlossen werden, um die eindringenden Inertgase abzuführen. Zur Erhöhung des Wirkungsgrades werden oft mehrstufige Anlagen verwendet.

## Einsatzbereich
Dampfstrahlkälteanlagen können aufgrund des Gefrierpunktes von Wasser nur für Kälteanwendungen über 0 °C eingesetzt werden. Der Vorteil der Dampfstrahlkälteanlage besteht darin, dass außer den Pumpen keine bewegten Teile und kein umweltbedenkliches oder giftiges Kältemittel verwendet werden. Als COP des Prozesses wird bei einer Kaltwassertemperatur von 8 °C/16 °C, Kühlwassertemperatur von 29 °C und einem Sattdampfdruck von 3,6 bar (absolut) des Treibdampfstrahles der Wert 0,5 angegeben, so dass der Einsatz nur dann energetisch sinnvoll ist, wenn Abdampf in ausreichender Menge zur Verfügung steht. In Verbindung mit der Nutzung des Hochdruckdampfes für elektrische Energie und den Einsatz von Niederdruckdampf zur Wärme und/oder Kälteerzeugung spricht man von der Kraft-Wärme-Kälte-Kopplung (KWKK).
Ein historisches Einsatzgebiet waren Klimaanlagen für Reisezugwagen. In den Vereinigten Staaten von Amerika waren bereits ab den 1930er Jahren Klimaanlagen in Eisenbahnzügen gebräuchlich. Für die Versorgung der Dampfstrahlkälteanlagen wurden die für die Dampfheizung bereits vorhandenen Einrichtungen verwendet.